# 阿爾貝托·奇索拉
阿爾貝托·奇索拉（義大利語：Alberto Cisolla；1977年10月10日—）是一位意大利排球運動員。他也代表意大利國家男子排球隊參賽，參加了2004年和2008年奧運會的比賽。